# 福井県道14号小浜停車場線
福井県道14号小浜停車場線（ふくいけんどう14ごう おばまていしゃじょうせん）は、福井県小浜市を通る県道（主要地方道）である。

## 概要
小浜駅から福井県小浜市伏原の国道27号交点に至る。

### 路線データ
福井県条例規則集に基づく起終点および重要な経過地は次のとおり。
- 起点 : 小浜停車場（小浜駅前交差点、国道162号交点）
- 終点 : 福井県小浜市伏原（後瀬山東交差点、国道27号・福井県道1号小浜綾部線交点、福井県道15号小浜港線終点）

## 歴史
- 1954年（昭和29年）
  - 1月20日 - 建設省（現・国土交通省）が第1次主要地方道指定路線として主要地方道に指定。
  - 12月3日 - 福井県が路線認定（整理番号『20』）
- 1972年（昭和47年）3月1日 - 前年6月26日の第3次主要地方道指定に基づく福井県の主要地方道番号再編で整理番号を『8』へ変更。
- 1993年（平成5年）5月11日 - 建設省から、主要県道小浜停車場線が小浜停車場線として主要地方道に指定される[2]。
- 1994年（平成6年）4月3日、整理番号を『8』から『14』へ変更。

## 路線状況

### 重複区間
- 福井県道15号小浜港線（小浜市小浜広峰 - 終点）

## 地理

### 通過する自治体
- 小浜市

### 交差する道路
- 国道162号（福井県道107号泊小浜停車場線 重複）（小浜市駅前町・小浜駅前交差点、起点、県道107号終点）
- 福井県道15号小浜港線（小浜市小浜広峰）
- 福井県道235号加斗袖崎住吉線（小浜市小浜住吉）
- 国道27号（小浜市伏原・小浜伏原交差点、終点）

### 沿線にある施設など
- 小浜駅